# Partecipanti alla Clásica de Almería 2024
Elenco dei partecipanti al Clásica de Almería 2024.
La Clásica de Almería 2024 è stata la trentanovesima edizione della corsa. Alla competizione presero parte venti squadre: otto con licenza UCI World Tour 2024, undici dell'UCI ProTeam e una con licenza UCI Continental Team.
Partenza con 137 ciclisti accreditati.

## Corridori per squadra
| Q36.5 Pro Cycling Team | Q36.5 Pro Cycling Team | Q36.5 Pro Cycling Team | Lotto Dstny                  | Lotto Dstny                  | Lotto Dstny                  | Bora-Hansgrohe          | Bora-Hansgrohe          | Bora-Hansgrohe          |
| ---------------------- | ---------------------- | ---------------------- | ---------------------------- | ---------------------------- | ---------------------------- | ----------------------- | ----------------------- | ----------------------- |
| N°                     | Ciclista               | Clas.                  | N°                           | Ciclista                     | Clas.                        | N°                      | Ciclista                | Clas.                   |
| 1                      | Matteo Moschetti       | 2°                     | 11                           | Arnaud De Lie                | 4°                           | 21                      | Jordi Meeus             | 8°                      |
| 2                      | Filippo Conca          | 123°                   | 12                           | Cédric Beullens              | 74°                          | 22                      | Alexander Hajek         | 95°                     |
| 3                      | Tobias Ludvigsson      | 72°                    | 13                           | Jasper De Buyst              | 62°                          | 23                      | Bob Jungels             | 124°                    |
| 4                      | Rory Townsend          | 46°                    | 14                           | Jacopo Guarnieri             | 78°                          | 24                      | Marco Haller            | 75°                     |
| 5                      | Nicolò Parisini        | 36°                    | 15                           | Mathijs Paasschens           | 129°                         | 25                      | Sergio Higuita          | 96°                     |
| 6                      | Joey Rosskopf          | 51°                    | 16                           | Jarne Van de Paar            | 81°                          | 26                      | Daniel Martínez         | 126°                    |
| 7                      | Nickolas Zukowsky      | 98°                    | 17                           | Sébastien Grignard           | 84°                          | 27                      | Maximilian Schachmann   | 93°                     |
| Uno-X Mobility         | Uno-X Mobility         | Uno-X Mobility         | Cofidis                      | Cofidis                      | Cofidis                      | Team Visma-Lease a Bike | Team Visma-Lease a Bike | Team Visma-Lease a Bike |
| N°                     | Ciclista               | Clas.                  | N°                           | Ciclista                     | Clas.                        | N°                      | Ciclista                | Clas.                   |
| 31                     | Magnus Cort Nielsen    | 92°                    | 41                           | Ion Izagirre                 | 121°                         | 51                      | Wout Van Aert           | 10°                     |
| 32                     | Jonas Abrahamsen       | 76°                    | 42                           | Piet Allegaert               | 28°                          | 52                      | Loe van Belle           | 61°                     |
| 33                     | Markus Hoelgaard       | 89°                    | 43                           | Rubén Fernández              | 43°                          | 53                      | Mick van Dijke          | 63°                     |
| 34                     | Erik Resell            | R                      | 44                           | Milan Fretin                 | 6°                           | 54                      | Tim van Dijke           | 57°                     |
| 35                     | Rasmus Tiller          | 60°                    | 45                           | Gorka Izagirre               | 105°                         | 55                      | Olav Kooij              | 1°                      |
| 36                     | Søren Wærenskjold      | 26°                    | 46                           | Axel Mariault                | 49°                          | 56                      | Tosh Van Der Sande      | 73°                     |
| 37                     | Martin Urianstad       | 115°                   |                              |                              |                              | 57                      | Julien Vermote          | 128°                    |
| TotalEnergies          | TotalEnergies          | TotalEnergies          | Groupama-FDJ                 | Groupama-FDJ                 | Groupama-FDJ                 | UAE Team Emirates       | UAE Team Emirates       | UAE Team Emirates       |
| N°                     | Ciclista               | Clas.                  | N°                           | Ciclista                     | Clas.                        | N°                      | Ciclista                | Clas.                   |
| 61                     | Steff Cras             | 117°                   | 71                           | Lewis Askey                  | 9°                           | 81                      | Sjoerd Bax              | R                       |
| 62                     | Thomas Gachignard      | 79°                    | 72                           | Cyril Barthe                 | 55°                          | 82                      | Alessandro Covi         | 71°                     |
| 63                     | Émilien Jeannière      | 38°                    | 73                           | Olivier Le Gac               | 102°                         | 83                      | Luca Giaimi             | 80°                     |
| 64                     | Jordan Jegat           | 85°                    | 74                           | Valentin Madouas             | 127°                         | 84                      | Jonathan Guatibonza     | 112°                    |
| 65                     | Jason Tesson           | 7°                     | 75                           | Clément Russo                | 59°                          | 85                      | Juan Sebastián Molano   | 34°                     |
| 66                     | Baptiste Vadic         | 119°                   | 76                           | Marc Sarreau                 | 39°                          | 87                      | Ivo Oliveira            | 70°                     |
| 67                     | Dries Van Gestel       | 18°                    | 77                           | Noah Hobbs                   | 12°                          |                         |                         |                         |
| Movistar Team          | Movistar Team          | Movistar Team          | Euskaltel-Euskadi            | Euskaltel-Euskadi            | Euskaltel-Euskadi            | Intermarché-Wanty       | Intermarché-Wanty       | Intermarché-Wanty       |
| N°                     | Ciclista               | Clas.                  | N°                           | Ciclista                     | Clas.                        | N°                      | Ciclista                | Clas.                   |
| 91                     | Jorge Arcas            | 44°                    | 101                          | Jon Aberasturi               | 16°                          | 111                     | Gerben Thijssen         | 5°                      |
| 92                     | William Barta          | 108°                   | 102                          | Andoni López de Abetxuko     | 20°                          | 112                     | Alessio Delle Vedove    | 32°                     |
| 93                     | Rémi Cavagna           | 48°                    | 103                          | Iker Bonillo                 | 41°                          | 113                     | Arne Marit              | 58°                     |
| 94                     | Davide Cimolai         | 14°                    | 104                          | Xabier Berasategi            | R                            | 114                     | Adrien Petit            | 77°                     |
| 95                     | Iván García Cortina    | 15°                    | 105                          | Enekoitz Azparren            | 40°                          | 115                     | Sacha Prestianni        | 88°                     |
| 96                     | Javier Romo            | 83°                    | 106                          | Unai Cuadrado                | 53°                          | 116                     | Gijs Van Hoecke         | 64°                     |
| 97                     | Mathias Norsgaard      | 47°                    | 107                          | Luis Ángel Maté              | 109°                         | 117                     | Boy van Poppel          | 65°                     |
| Arkéa-B&B Hotels       | Arkéa-B&B Hotels       | Arkéa-B&B Hotels       | Equipo Kern Pharma           | Equipo Kern Pharma           | Equipo Kern Pharma           | Burgos-BH               | Burgos-BH               | Burgos-BH               |
| N°                     | Ciclista               | Clas.                  | N°                           | Ciclista                     | Clas.                        | N°                      | Ciclista                | Clas.                   |
| 121                    | Arnaud Démare          | 11°                    | 131                          | Miguel Ángel Fernández       | 103°                         | 141                     | Sebastián Mora          | 17°                     |
| 122                    | Hubert Grygowski       | 87°                    | 132                          | Eugenio Sánchez              | 118°                         | 142                     | Antonio Angulo          | 101°                    |
| 123                    | Daniel McLay           | 56°                    | 133                          | Antonio Jesús Soto           | 21°                          | 143                     | Geórgios Boúglas        | 31°                     |
| 124                    | Nicolas Milesi         | 54°                    | 134                          | Francisco Galván             | 19°                          | 144                     | Jetse Bol               | 86°                     |
| 125                    | Alan Riou              | 110°                   | 135                          | Álex Jaime                   | 50°                          | 145                     | Sinuhé Fernández        | 97°                     |
| 126                    | Florian Sénéchal       | 69°                    | 136                          | Diego Uriarte                | 130°                         | 146                     | Ander Okamika           | 120°                    |
| 127                    | Miles Scotson          | 68°                    | 137                          | Pau Miquel                   | 104°                         | 147                     | Karel Vacek             | 107°                    |
| Team Polti Kometa      | Team Polti Kometa      | Team Polti Kometa      | Tudor Pro Cycling Team       | Tudor Pro Cycling Team       | Tudor Pro Cycling Team       | Caja Rural-Seguros RGA  | Caja Rural-Seguros RGA  | Caja Rural-Seguros RGA  |
| N°                     | Ciclista               | Clas.                  | N°                           | Ciclista                     | Clas.                        | N°                      | Ciclista                | Clas.                   |
| 151                    | David Martín           | 22°                    | 161                          | Sebastian Kolze Changizi     | 113°                         | 171                     | Orluis Aular            | 37°                     |
| 152                    | Francisco Muñoz        | 52°                    | 162                          | Juan David Sierra            | 30°                          | 172                     | Daniel Babor            | 27°                     |
| 153                    | Andrea Pietrobon       | 33°                    | 164                          | Robin Froidevaux             | 13°                          | 173                     | Tomáš Bárta             | 24°                     |
| 154                    | Javier Serrano         | 29°                    | 165                          | Petr Kelemen                 | 66°                          | 174                     | Samuel Fernández García | 99°                     |
| 155                    | Diego Sevilla          | 90°                    | 166                          | Alexander Krieger            | 67°                          | 175                     | David Gonzalez          | 25°                     |
| 156                    | Manuel Peñalver        | 111°                   | 167                          | Matteo Trentin               | 3°                           | 176                     | Joseba López            | 100°                    |
| 157                    | Davide Bais            | 35°                    |                              |                              |                              | 177                     | Mulu Hailemichael       | 42°                     |
| Team Flanders-Baloise  | Team Flanders-Baloise  | Team Flanders-Baloise  | Illes Balears Arabay Cycling | Illes Balears Arabay Cycling | Illes Balears Arabay Cycling |                         |                         |                         |
| N°                     | Ciclista               | Clas.                  | N°                           | Ciclista                     | Clas.                        |                         |                         |                         |
| 181                    | Kamiel Bonneu          | 116°                   | 191                          | Sergi Darder                 | 23°                          |                         |                         |                         |
| 182                    | Elias Maris            | 125°                   | 192                          | Edgar Curto                  | 114°                         |                         |                         |                         |
| 183                    | Vincent Van Hemelen    | R                      | 193                          | Arnau Gilabert               | 82°                          |                         |                         |                         |
| 184                    | Siebe Deweirdt         | R                      | 194                          | Joan Albert Riera            | 94°                          |                         |                         |                         |
| 185                    | Yentl Vandevelde       | 45°                    | 195                          | Asier Pablo Gonzalez         | R                            |                         |                         |                         |
| 186                    | Jules Hesters          | 131°                   | 196                          | Alex Molenaar                | 91°                          |                         |                         |                         |
| 187                    | Victor Vercouillie     | 122°                   | 197                          | José María García            | 106°                         |                         |                         |                         |